# Eskil Suter
Pour les articles homonymes, voir Suter.
Eskil Suter, de nationalité suisse, est un ancien pilote moto qui concourait en championnats du monde de vitesse moto et est actuellement constructeur de châssis de motocycles.

## Pilote moto
En 1991, Suter a terminé en seconde place sur le circuit de Daytona en 250 cm3. Il a effectué ses meilleures saisons en 1994 et 1996, où il est arrivé treizième au championnat du monde en 250 cm3. Sa carrière a débuté par le Grand Prix moto d'Autriche 1991, et s'est terminée avec le Grand Prix moto de Catalogne 1998.

## Résultats par saison
| Année | Catégorie (cm3) | Écurie                 | Moto    | 1      | 2      | 3      | 4       | 5      | 6      | 7      | 8      | 9      | 10     | 11     | 12     | 13     | 14     | 15     | Points | Rang | Victoires |
| ----- | --------------- | ---------------------- | ------- | ------ | ------ | ------ | ------- | ------ | ------ | ------ | ------ | ------ | ------ | ------ | ------ | ------ | ------ | ------ | ------ | ---- | --------- |
| 1991  | 250             | Marlboro Aprilia Mohag | RS250   | JPN -  | AUS -  | USA -  | ESP -   | ITA -  | GER -  | AUT 17 | EUR 23 | NED -  | FRA 21 | GBR 19 | RSM 16 | CZE NC | VDM -  | MAL -  | 0      | -    | 0         |
| 1992  | 250             | Marlboro Aprilia Mohag | RS250   | JPN 14 | AUS 23 | MAL 19 | ESP NC  | ITA 15 | EUR 13 | GER NC | NED 20 | HUN 23 | FRA 11 | GBR NC | BRA 11 | RSA 22 |        |        | 0      | -    | 0         |
| 1993  | 250             | Mohag Aprilia          | RS250   | AUS NC | MAL 15 | JPN 17 | ESP 18  | AUT 11 | GER NC | NED 14 | EUR NC | RSM 12 | GBR 10 | CZE NC | ITA NC | USA NC | FIM 10 |        | 24     | 19e  | 0         |
| 1994  | 250             | Mohag Aprilia          | RS250   | AUS 15 | MAL NC | JPN 15 | ESP] 10 | AUT 10 | GER NC | NED 8  | ITA NC | FRA 14 | GBR 10 | CZE 8  | USA 12 | ARG 19 | EUR NC |        | 42     | 13e  | 0         |
| 1995  | 250             | Mohag Aprilia          | RS250   | AUS 13 | MAL 12 | JPN 8  | ESP NC  | GER NC | ITA 10 | NED NC | FRA 10 | GBR 9  | CZE NC | BRA 12 | ARG -  | EUR 11 |        |        | 43     | 14e  | 0         |
| 1996  | 250             | Mohag Aprilia          | RS250   | MAL NC | INA 11 | JPN 19 | ESP NC  | ITA 12 | FRA 7  | NED 5  | GER 13 | GBR 10 | AUT NC | CZE 7  | IMO NC | CAT 9  | BRA 15 | AUS NC | 55     | 13e  | 0         |
| 1998  | 500             | MuZ-Weber              | MuZ 500 | JPN -  | MAL -  | ESP -  | ITA 18  | FRA NC | MAD 14 | NED -  | GBR NC | GER 13 | CZE 14 | IMO NC | CAT NC | AUS -  | ARG -  |        | 7      | 26e  | 0         |

## Constructeur
Après sa carrière de pilote, Eskil Suter s'est tourné vers la construction de châssis de motocycles. En 2007, il rejoint le constructeur britannique Ilmor et a contribué à la conception du châssis de la moto de course Ilmor X3. Son travail a été couronné de succès au Grand Prix de 2010, lors duquel Julián Simón a terminé en deuxième place.

Suter Racing Technology (SRT) est une société suisse international basée à Turbenthal. Elle est spécialisée dans la conception, le développement et la fabrication de produits de haute technicité pour les applications industrielles et le sport moto spécialisé.
Depuis sa création, SRT se positionne comme une référence dans le domaine des courses de moto en particulier pour les moteurs, châssis, systèmes d'embrayage et accessoires divers. Par la suite, SRT élargi son champ d'activité aux prototypes.
Par le passé, la société a été impliquée dans le développement de machines de courses dans différentes catégories. Elle a notamment travaillé, sur la MuZ 500 de MZ, qu'Eskil Suter conduisait lui-même en championnats du monde, sur la Petronas FP1, pilotée par Carl Fogarty dans le championnat du monde Superbike, sur les Fantic, prototypes utilisés en Grand Prix 250 cm3, sur les machines de MotoGP Ilmor SRT X3.

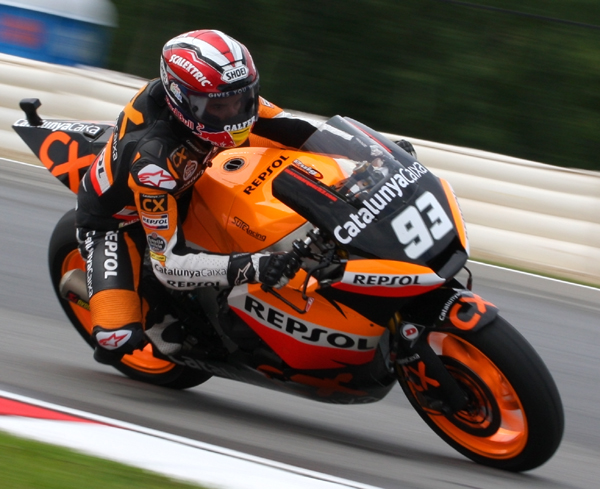
Marc Marquez pilotant une Suter MMXI.

En 2010, Suter Racing Technology est présent pour le lancement de la nouvelle catégorie Moto2, avec la Suter MMX. Cette année-là, pas moins de treize pilotes évoluent sur cette machine, avec notamment Shoya Tomizawa, Jules Cluzel, Roberto Rolfo et Stefan Bradl, quatre victoires sont remportées ainsi que le premier titre constructeurs en Moto2. La saison suivante, SRT défend son titre avec succès, ainsi qu'en 2012. Le pilote espagnol Marc Márquez remporte cette année le titre de champion du monde sur une Suter.

## Titres
Titre pilote
 Espagne : Marc Márquez
Champion du monde 2012 en catégorie Moto2.
Titre constructeur
Champion du monde 2010, 2011, 2012 en catégorie Moto2.